# Hideki Maeda
Hideki Maeda (jap. 前田 秀樹, Maeda Hideki; * 13. Mai 1954 im Stadtbezirk Ukyō-ku, in Kyōto) ist ein ehemaliger japanischer Fußballspieler.

## Nationalmannschaft
1975 debütierte Maeda für die japanische Fußballnationalmannschaft. Maeda bestritt 65 Länderspiele und erzielte dabei elf Tore.

## Errungene Titel
- Japan Soccer League: 1976, 1985/86
- Kaiserpokal: 1976

## Persönliche Auszeichnungen
- Japan Soccer League Best Eleven: 1980, 1982